# 永和路站
永和路站是郑州地铁郑州地铁郑许线的地铁车站，位于中华人民共和国河南省许昌市长葛市魏武大道与永和路交叉口北侧，为郑许线在长葛市境内最南端的车站。该站于2023年12月28日随郑许线开通初期运营而正式启用。

## 车站结构
本站为高架车站，地面层为设备层，地上2层为站厅层，地上3层为站台层，设两座侧式站台。其中西侧站台供下行（许昌东方向）列车使用，东侧站台供上行（长安路北方向）列车使用。
| 地上3层 | 侧式站台，右侧开门 | 侧式站台，右侧开门    |
| 地上3层 | █ 郑许线           | 往长安路北 （葛天源） |
| 地上3层 | █ 郑许线           | 往许昌东 （农大路）   |
| 地上3层 | 侧式站台，右侧开门 |                       |
| 地上2层 | 站厅层             | 客服中心、自动售票机  |
| 地面层  | 设备层             | 出入口、魏武大道      |

## 车站出口
永和路站共有A、B两个出入口，分别通往魏武大道东西两侧。A、B出入口在天桥末端又分别分为A1、A2、B1、B2四个口连接地面，其中A1、B1两个口设有自动扶梯，A2、B2口则只设有步梯。
| 编号                     | 指示           | 建议前往的目的地 | 图片 |
| ------------------------ | -------------- | ---------------- | ---- |
|                          | 魏武大道（东） | 魏武大道东侧     |      |
|                          | 魏武大道（西） | 魏武大道西侧     |      |
| 注： 设有直梯 设有洗手间 |                |                  |      |